# I Don't Like It, I Love It
I Don't Like It, I Love It è il secondo singolo estratto dall'EP del rapper statunitense Flo Rida, My House. Il brano vede la partecipazione del cantante americano Robin Thicke e Verdine White, il bassista della band Earth, Wind & Fire. È stato rilasciato come terzo singolo promozionale dell'EP il 31 marzo 2015 e come secondo singolo ufficiale il 19 giugno 2015.

## Video musicale
Nel video musicale compaiono Flo Rida e Thicke, ma non il bassista White. Il video, diretto da Director X, è stato girato a Jersey City durante un block party in un giorno d'estate. Nel video, Flo Rida e Thicke hanno un flirt con le donne che passano per la strada; vengono distribuiti gelati dai vicini e i bambini giocano con l'acqua di un idrante aperto. Il video termina con Flo Rida, Thicke e coloro che partecipano al party che ballano insieme sulla strada di notte.